# Elisabeth Berenberg

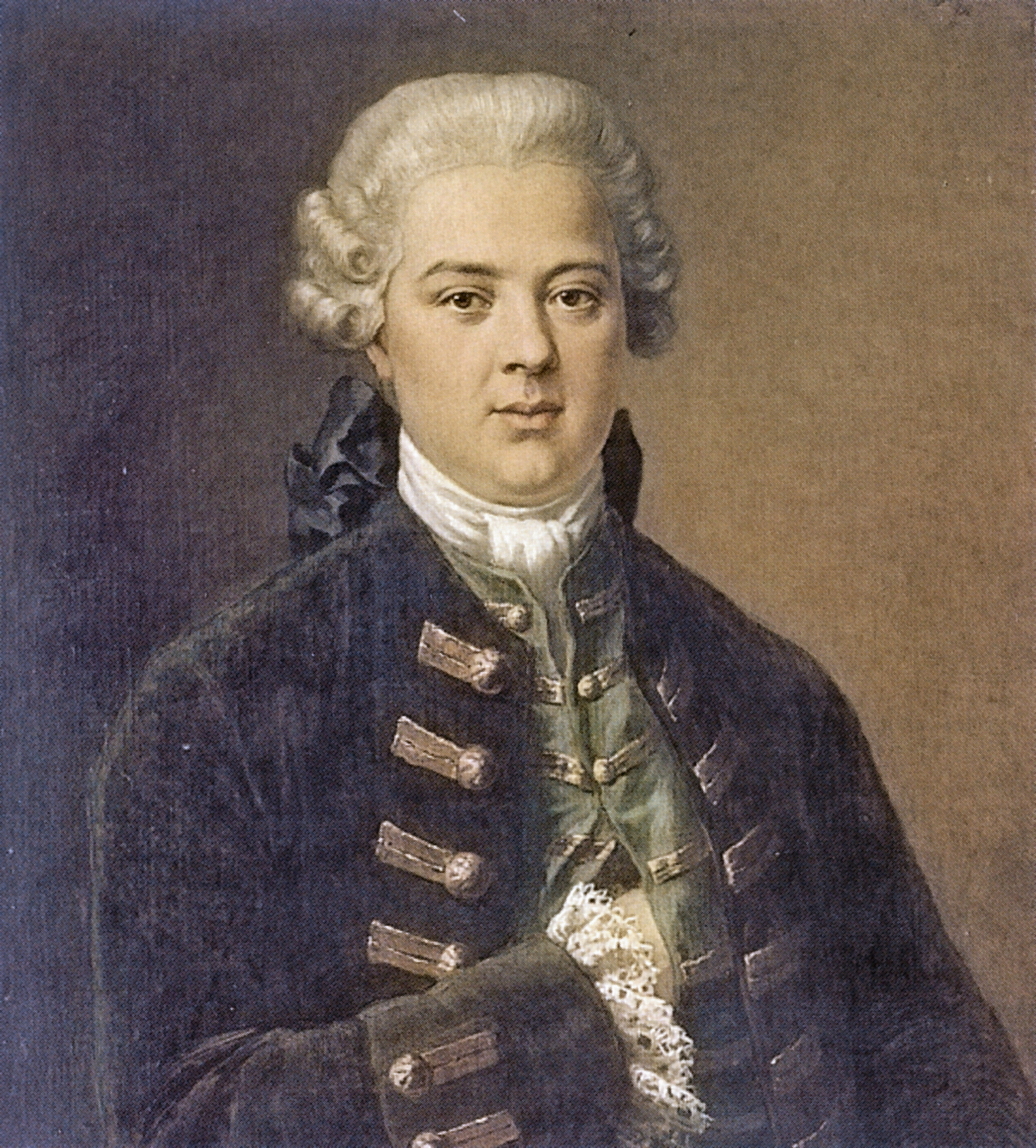
Seu marido, o banqueiro de Hamburgo Johann Hinrich Gossler

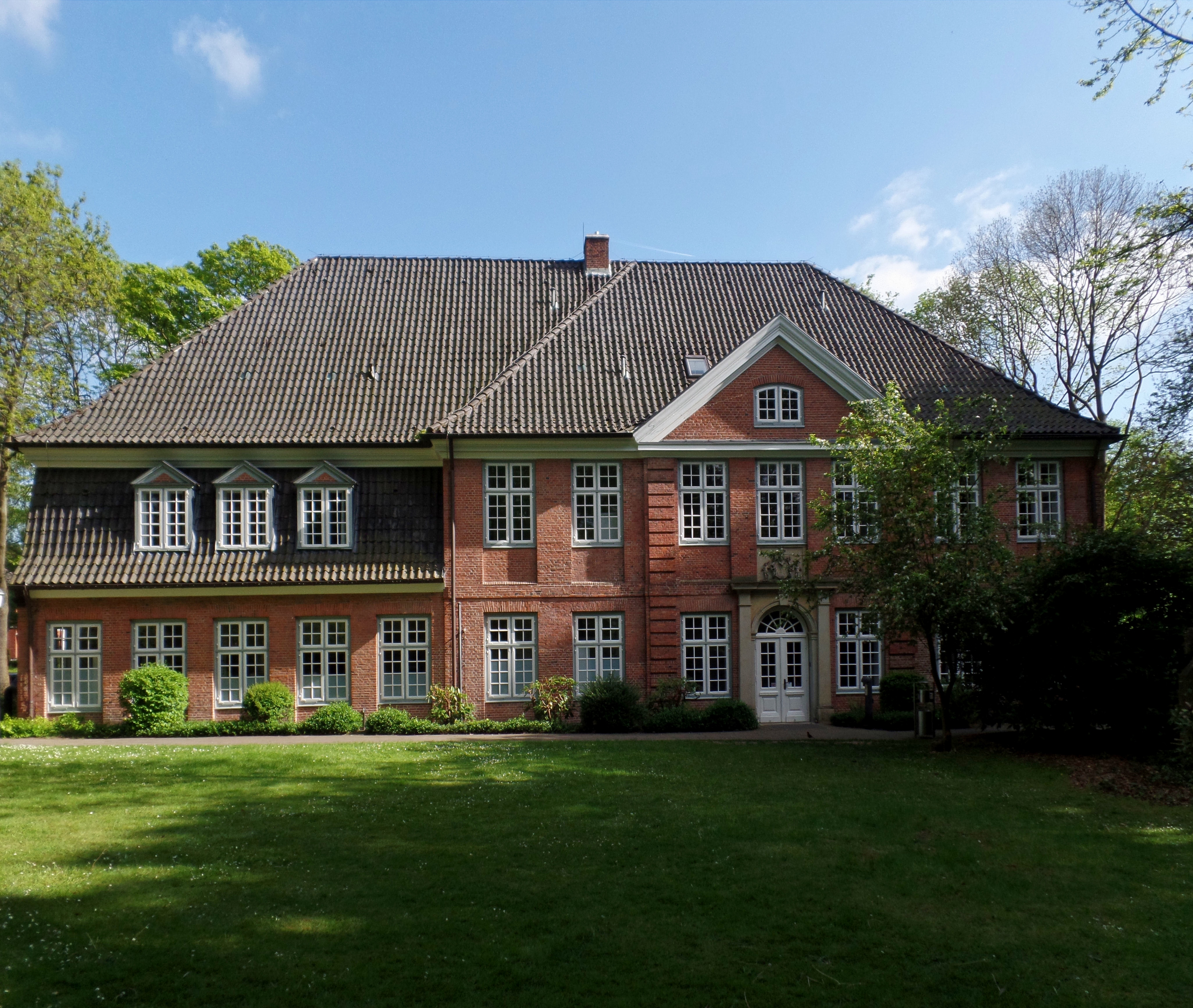
Sua residência de verão, Frustberg House

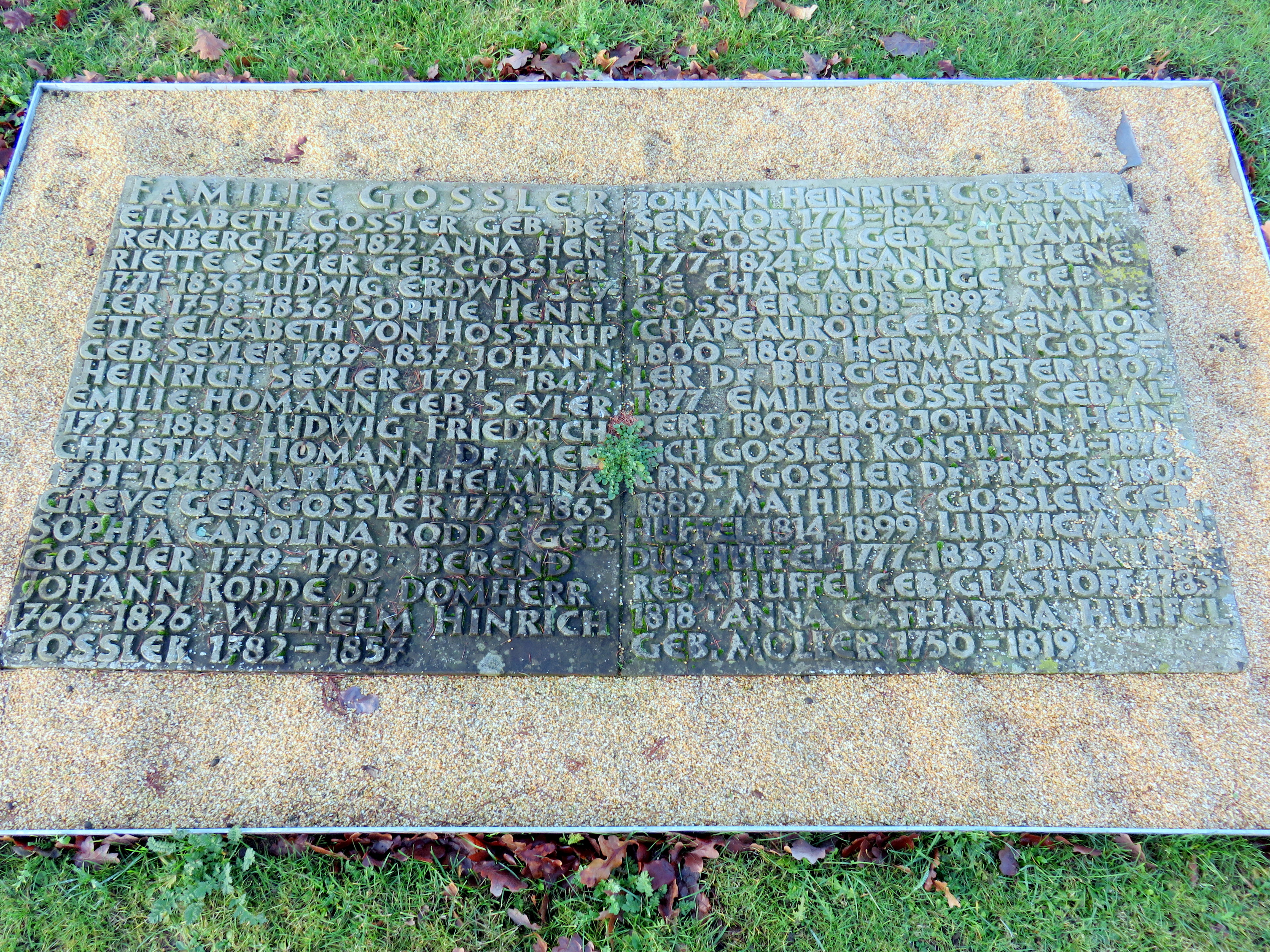
Sepultura de Elisabeth Berenberg e vários de seus familiares

Elisabeth Berenberg (2 de dezembro de 1749 - 16 de janeiro de 1822) era uma herdeira de Hamburgo, banqueiro mercantil e membro da família Berenberg. Ela foi o último membro da linha masculina da família bancária hanseática Berenberg, de origem flamenga, em Hamburgo, e mãe ancestral da família von Berenberg-Gossler, os atuais proprietários do Berenberg Bank. Ela também é apontada como a única mulher que serviu como parceira e assumiu um papel ativo de liderança (1790-1800) no Berenberg Bank desde que a empresa foi criada em 1590 por sua família.

## Biografia
Pertencia à família Berenberg, uma família de origem flamenga de Antuérpia na Bélgica de hoje, que veio como refugiada religiosa em Hamburgo em 1585, onde fundou o Berenberg Bank e se tornou, juntamente com a família Amsinck, um dos mais destacados, um dos dois mais importantes famílias da classe dominante da cidade-estado de Hanseaten. Ela era filha do proprietário do Berenberg Bank Johann Berenberg (1718–1772) e Anna Maria Lastrop (1723–1761) e foi nomeada por sua avó Anna Elisabeth Amsinck (1690–1748). Seu avô Rudolf Berenberg foi eleito senador em 1735 e seu bisavô Cornelius Berenberg tornou-se um grand burger hereditário em 1684 e transformou a casa de comerciantes de Berenberg em um banco de comerciantes altamente bem-sucedido. Ela também era descendente de várias outras importantes famílias de comerciantes e bancários, como a família Welser.
Seu único irmão Rudolf Berenberg (1748-1768) possivelmente estava doente mental e morreu aos 20 anos no Suriname, onde seu pai o enviou para administrar os interesses comerciais da família e seu tio, o senador Paul Berenberg (1716-1768), morreu sem herdeiros no mesmo ano. Elisabeth Berenberg permaneceu assim como a única herdeira do Berenberg Bank. Em 1768, casou-se com Johann Hinrich Gossler, que ingressara no Berenberg Bank como aprendiz, e seu pai fez de Gossler um sócio em 1769. Após a morte de Johann Berenberg, Gossler tornou-se o único proprietário e chefe da empresa. O historiador (e descendente) Percy Ernst Schramm descreve o casamento deles como um casamento de conveniência; ela não era considerada bonita, mas era inteligente, culta, gentil, falava muitas línguas (inclusive latim) e tornou-se uma esposa e mãe exemplares. Ela sobreviveu ao marido por 32 anos e, após sua morte em 1790, administrou a empresa junto com seu genro até 31 de dezembro de 1800, altura em que a empresa era administrada por seu genro e apenas por seu filho. No entanto, ela manteve uma grande conta na empresa Berenberg de várias centenas de milhares de Mark Banco até sua morte. O nome da empresa foi alterado para Joh. Berenberg, Gossler & Co. em 1791.
Ela era mãe de Anna Henriette Gossler, que se casou com Ludwig Erdwin Seyler, e do senador Johann Heinrich Gossler. Seu genro, Seyler, tornou-se sócio em 1788 e chefe do Banco Berenberg em 1790. Seu filho Johann Heinrich Gossler ingressou no banco como parceiro em 1798. Seu neto Hermann Gossler (1802-1877) tornou-se primeiro prefeito e presidente do Senado (chefe de estado), enquanto seu bisneto, Barão Johann von Berenberg-Gossler, recebeu o nome Berenberg-Gossler pelo Senado de Hamburgo em 1880, e posteriormente enobrecido pela Prússia em 1888 e elevado à categoria baronial em 1910
De 1793 até sua morte em 1822, ela usou a mansão Frustberg como residência de verão.
Percy Ernst Schramm descreve-a como "uma Maria Theresia em miniatura" e "uma mulher prática, que até o fim governava sua família com vitalidade inabalável". Sua filha Anna Henriette Gossler, casada com Seyler, escreveu certa vez que "todos nós a amamos e a reverenciamos indescritivelmente; ela também merece isso porque vive apenas para os filhos. Ela é muito viva e brilhante para a idade". Ela era bem educada e garantiu que suas filhas e filhos também recebessem uma educação muito boa.

## Galeria

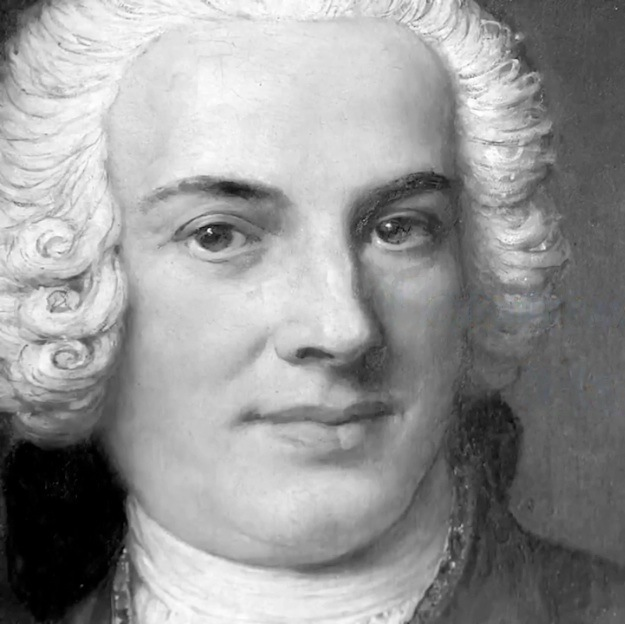
O pai dela, Johann Berenberg (1718–1772)
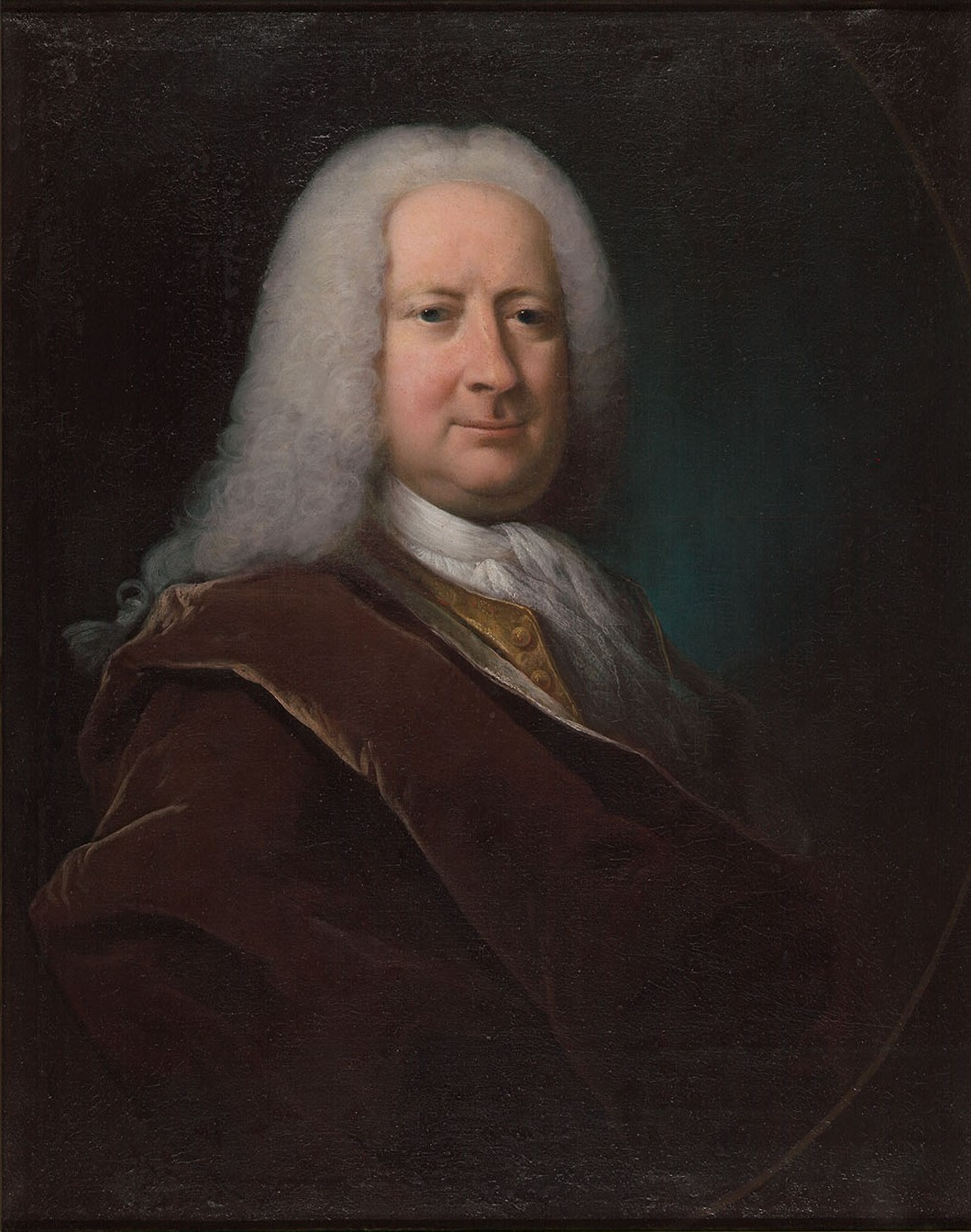
Seu bisavô, comerciante de Hamburgo, Johann Friedrich Tönnies (1662-1736)
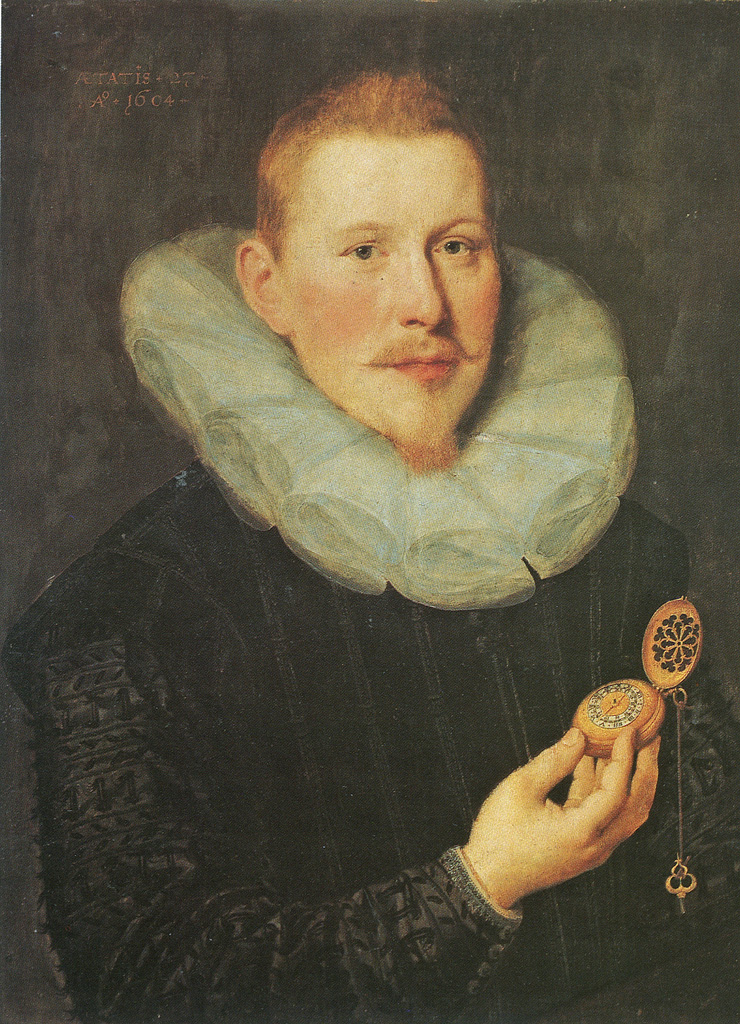
Seu antepassado, senador Rudolf Amsinck de Hamburgo (1577-1636)
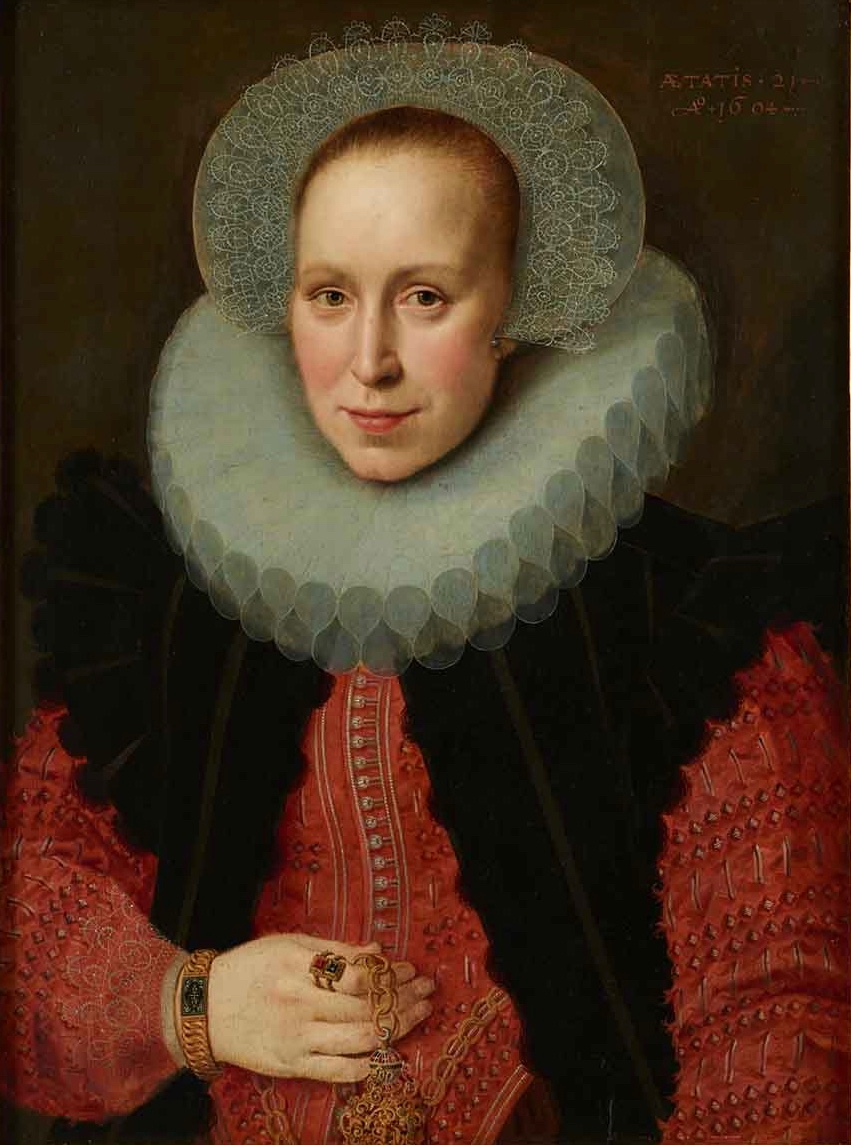
Sua antepassada, Isabeau (Isabella) de Hertoghe (1583-1636), membro de uma das sete casas nobres de Bruxelas

## Literatura
- Joh. Berenberg, Gossler & Co.: Die Geschichte eines deutschen Privatbankhauses, Banco Berenberg, Hamburgo 1990
- Percy Ernst Schramm, Kaufleute zu Haus und über See. Hamburgische Zeugnisse des 17., 18. und 19. Jahrhunderts, Hamburg, Hoffmann und Campe, 1949
- Percy Ernst Schramm, Neun Generationen: Dreihundert Jahre deutscher Kulturgeschichte im Lichte der Schicksale einer Hamburger Bürgerfamilie (1648–1948), Vol. 1, Göttingen, 1963.
- Percy Ernst Schramm, "Kaufleute während Besatzung, Krieg und Belagerung (1806–1815) : der Hamburger Handel in der Franzosenzeit, dargestellt an Hand von Firmen- und Familienpapieren." Tradition: Zeitschrift für Firmengeschichte und Unternehmerbiographie, Vol. 4. Jahrg., No. 1. (Feb 1959), pp. 1–22. https://www.jstor.org/stable/40696638
- Percy Ernst Schramm, "Hamburger Kaufleute in der 2. Hälfte des 18. Jahrhunderts," in: Tradition. Zeitschrift für Firmengeschichte und Unternehmerbiographie 1957, No 4., pp. 307–332. https://www.jstor.org/stable/40696554